# Smithsburg
Smithsburg – miasto w Stanach Zjednoczonych, w stanie Maryland, w hrabstwie Washington.